# محمد جلال الدين زهدي
محمد جلال الدين زهدي(1865م ــ1955م) سياسي ومحامي سوري من دمشق.

## عمله ووظائفه
حكومة رضا الركابي الثانية 1920تولى الوزارة في عهد الملك فيصل بعد الأمير زيد، وتشكلت الحكومة بعيد تتويج الملك فيصل ملكاً على سوريا وعين وزيراً للعدلية.شارك في العهد الفيصلي في حكومة هاشم الاتاسي فكان وزيراً للعدلية من ٣ أيار ١٩٢٠ حتى ٢٤ تمـوز ١٩٢٠ .واستلم حقيبة وزير العدلية حكومة علاء الدين الدروبي من ٢٨ تموز١٩٢٠ حتى ٢١ آب ١٩٢٠  . وهو احد اعضاءهيئة تنظيم ممارسة مهنة المحاماة في سوريا منهم الأستاذ فارس الخوري رئيسا وعزة الأستاذ وقسطاكي شحلاوي وكامل الحكيم ونقولاالشاغوري وحامد الجوخدار ورؤوف الجابي وخير الدين القضماني و محمد جلال الدين زهدي والياس نمور أعضاء.وقامت الهيئة المذكورة بوضع لائحة تضمنت شروط ممارسة مهنة المحاماة والأسس التي تقوم عليها المهنة وواجبات المحامي وحقوقه وأقرت هذه اللائحة بقرار من المندوب السامي للجمهورية الفرنسية في سوريا ولبنان وذلك في عام ١٩٢١م . واستلم محكمة التمييز في الاتحاد السوري  . وزير للعدلية في حكومة صبحي بركات من السابع والعشرين من آب 1925م حتى الحادي والعشرين من كانون الأول عام 1925م.

## الأوسمة والتكريم
وسام الشرف للاستحقاق السوري من الدرجة الأولى.

## الوفاة
توفي محمد جلال الدين زهدي في دمشق 1955.